# Chùa Ishiyama Hongan
Chùa Ishiyama Hongan (石山本願寺 (Thạch Sơn Bản Nguyện Tự)) là một pháo đài trọng yếu của lực lượng Ikkō-ikki, một nhóm tăng binh (sōhei) và nông dân chống lại chế độ samurai trị ở Nhật Bản. Chùa được khởi công xây dựng vào năm 1496, tọa lạc bên ở cửa sông Yodo, trên bờ biển nội địa Seto, ngay gần di chỉ của cố đố Naniwa, tỉnh Settsu. Các nhà khảo cổ học gần đây đã phát hiện ra rằng ngôi chùa được xây dựng trên nền của một cung điện xây dựng dưới thời Thiên hoàng Kōtoku.
Liên Như, người truyền giáo vĩ đại của Tịnh độ chân tông (Ikkō), an dưỡng tuổi già ở khu vực này năm 1496, mở đầu với hàng loạt sự kiện sẽ dấn đến việc định hình thành phố lớn thứ hai nước Nhật. Các tài liệu vào thời đó miêu tả khu vực nghỉ ngơi của ông là một khu vực đất dốc lớn (大坂, Ōzaka), là lần đầu tiên khu vực này được gọi bằng cái tên đó, sau này thay đổi một chút thành Osaka (大阪), rồi trở thành thành phố lớn thứ hai nước Nhật. Mặc dù, Rennyo muốn tìm một nơi biệt lập để nghỉ ngơi trong yên tĩnh, ông nhanh chóng thu hút nhiều người sùng đạo và đồ đệ. Ngôi chùa nhỏ mà Liên Như cho xây dựng dần được mở rộng và rất nhiều nhà cửa và công trình được dựng lên cho những cư dân mới. Khi Liên như qua đời ba năm sau đó, hình dáng và kích thước của chùa Ishiyama Hongan nói chung đã được định hình.
Sau khi chùa Yamashina Mido bị phá hủy năm 1532 ở Kyoto, chùa Ishiyama Hongan trở thành trung tâm của môn phái Ikkō, là nơi nảy nở môn phái Ikkō-ikki. Đóng góp của những người sùng đạo được thu thập thông qua hệ thống các người môi giới, chủ yếu đặt ở Sakai gần tỉnh Izumi.
Ngôi chùa-pháo đài được coi là không thể công phá, phần lớn là dựa vào vị trí và hướng của nó. Thêm nữa, khoảng một trăm nhà sư luôn canh gác bất kể ngày đêm, và hơn nữa một vạn người có thể triệu tập chiến đấu chỉ bằng một hồi chuông. Nhà sư ở trong pháo đài này không chỉ đến từ Osaka và các vùng phụ cần, và còn cả từ tỉnh mà các nhóm Ikko khởi phát, tỉnh Kaga và tỉnh Echizen. Các nhà sư có rất nhiều đồng minh, bao gồm gia tộc Mōri, người tiếp ứng cho pháo đài trong cuộc vây hãm, và, mỉa mai là, là cả Uesugi Kenshin và Takeda Shingen, cả hai đều là địch thủ của Oda Nobunaga; đơn giản chỉ để không rơi vào tay Nobunaga hay bị kẻ khác chiếm mất, họ đã trợ giúp đáng kể cho các nhà sư Ikki.
Chùa Hongan bắt đầu bị quân đội của Oda Nobunaga vây hãm vào năm 1576, nhưng, dựa vào vị thế gần biển, nó đã trụ vững được 11 năm, trở thành trận vây hãm lâu nhất trong lịch sử Nhật Bản. Tháng 8 năm 1580, trụ trì Kōsa (Kennyo) bị thuyết phục đầu hàng, chấm dứt 11 năm cuộc vây hãm. Khi đầu hàng, toàn bộ kiến trúc trong thành bị đốt cháy. Theo vài nguời, điều này do những người trong chùa thực hiện, làm cho Nobunaga không thu được gì khi tiêu diệt được môn phái Ikki. Mặc dù vài nhà sư đã chạy thoát được đến tỉnh Kaga, nhưng sự tiêu vong của chùa Ishiyama Hongan thực sự là một dấu chấm hết cho vai trò của giáo phái như một lực lượng quân sự.
Ba năm sau, Toyotomi Hideyoshi bắt đầu xây dựng thành Osaka trên nền chùa cũ.